# Formule 3000
 (avril 2025).
Si vous disposez d'ouvrages ou d'articles de référence ou si vous connaissez des sites web de qualité traitant du thème abordé ici, merci de compléter l'article en donnant les références utiles à sa vérifiabilité et en les liant à la section « Notes et références ».
La Formule 3000 ou F3000 est une ancienne catégorie de voitures de type monoplace de compétition positionnée entre la Formule 1 et la Formule 3.

## Historique
Le plus prestigieux championnat F3000, le Championnat international de Formule 3000, a été introduit par la Fédération Internationale de l’Automobile (FIA) en 1985 pour remplacer la Formule 2. La F3000 tire son nom de la réglementation imposant une cylindrée du moteur V8 limitée à 3 000 cm3; son poids minimum est de 540 kg.
Contrairement aux coûteuses Formule 1, le coût relativement modeste de la Formule 3000 a permis la mise en place de championnats internationaux et nationaux. Outre le championnat « intercontinental » organisé par la FIA, l'Italie, le Japon, la Grande-Bretagne, l'Australie et le Mexique ont proposé des compétitions nationales. Le championnat d'Italie a donné le jour en 2001 à un nouveau championnat international baptisé Euro Formule 3000. La plupart des courses était disputée en Europe.
À partir du milieu des années 1990, à cause de l'augmentation des coûts, d'un déficit de médiatisation et de la suppression de la concurrence entre constructeurs de châssis et motoristes (la F3000 intercontinentale devenant une formule monotype à partir de 1996), elle a perdu de son attrait et a été supplantée par des disciplines plus dynamiques comme les Nissan World Series ou la Formule 3 Euroseries. En 2005, le championnat intercontinental de F3000 laissa la place aux GP2 Series.
S'il n'existe plus de championnat de Formule 3000 au niveau international ou national, plusieurs championnats se disputent selon une réglementation technique très proche comme la Formula Nippon japonaise ou l'Euroseries 3000 qui a succédé à l'Euro F3000. La catégorie F3000 n'a pas totalement disparu puisqu'on la retrouve dans les épreuves de courses de côte.

## Épreuves

### Championnats
| Zone - pays | Championnats                                                          | Années    |
| ----------- | --------------------------------------------------------------------- | --------- |
| Europe      | Championnat international de Formule 3000                             | 1985-2004 |
| États-Unis  | American Racing Series                                                | 1986-1990 |
| Italie      | Auto GP                                                               | 1999-2016 |
| Japon       | Championnat du Japon de Formule 3000 (Japanese Formula 3000)          | 1987-1995 |
| Royaume-Uni | championnat de Grande-Bretagne de Formule 3000 (British Formula 3000) | 1989-1997 |